# Tłumaczów Dolny
Tłumaczów Dolny – dawny kolejowy przystanek osobowy w Tłumaczowie, w gminie Radków, w powiecie kłodzkim, w województwie dolnośląskim, w Polsce. Obecnie nie ma na nim peronów. Został wybudowany w 1944 roku przez Deutsche Reichsbahn, a zamknięty w 1945 roku. Zlikwidowany został w 1969 roku.